# Gare de Lagny - Thorigny
Gare de Lagny - Thorigny vasútállomás Franciaországban, Thorigny-sur-Marne településen.

## Vasútvonalak
Az állomást az alábbi vasútvonalak érintik:
- Párizs-Strasbourg-vasútvonal

## Kapcsolódó állomások
A vasútállomáshoz az alábbi állomások vannak a legközelebb:
- Gare de Vaires - Torcy (Paris Gare de l’Est, ligne P)
- Gare d’Esbly (Gare de Château-Thierry, Gare de La Ferté-Milon, ligne P)